# Lunatia fringilla
Lunatia fringilla är en snäckart som först beskrevs av Dall 1881.  Lunatia fringilla ingår i släktet Lunatia och familjen borrsnäckor.

## Underarter
Arten delas in i följande underarter:
- L. f. fringilla
- L. f. perla